# Sakuraiite
La sakuraiite è un minerale.